# Pome (moniale)
Pour les articles homonymes, voir Pome.
Pome (IIIe siècle), vierge et moniale à Châlons-en-Champagne, sœur de saint Memmie ; sainte chrétienne fêtée le 27 juin,.